# Rina Hill
Rina Bradshaw-Hill (Brisbane, 7 de julho de 1969) é uma triatleta profissional australiana. 

## Carreira
Rina Hill competidora do ITU World Triathlon Series,. disputou os Jogos de Atenas 2004, ficando em 33º .